# Design
『Design』（デザイン）は、1987年7月20日にリリースしたInteriorsの2枚目のアルバム。

## 解説
- 日本版のライナーノーツでは、音質を劣化させないための使用ケーブルの選択に至るまでの様々な経過・レコーディングスタジオの機材の配置図がレポートされている。
- 本作が最後のアルバムとなった。

## 収録曲
全作曲・編曲：日向大介・野中英紀
| #  | タイトル           | 作詞 | 作曲・編曲 | 時間  |
| -- | ------------------ | ---- | ---------- | ----- |
| 1. | 「Gaia」           |      |            | 7:06  |
| 2. | 「N.Y. 1908」      |      |            | 3:26  |
| 3. | 「Spring Walk」    |      |            | 6:42  |
| 4. | 「Shadows of You」 |      |            | 10:43 |
| 5. | 「River」          |      |            | 3:58  |
| 6. | 「Out of Tokyo」   |      |            | 2:23  |

## 参加ミュージシャン
- Michael Manring - フレットレスベース (#4)
- Bernie Grundman - マスタリング
- Hide Katada - プロジェクト・コーディネーション
- たかはしじゅんいち - フォトグラフィー